# Лєпін Ернест Михайлович
Ернест Михайлович Лєпін (2 листопада 1898, тепер Латвія — розстріляний 20 жовтня 1938, Харків) — радянський діяч органів НКВС, начальник і комісар Харківського військового училища військ НКВС, комбриг. Кандидат у члени ЦК КП(б)У в червні 1937 — лютому 1938 року.

## Життєпис
Народився в робітничій родині, батько був сільськогосподарським робітником.
У 1914 році закінчив п'ять класів міського училища міста Риги, володів німецькою мовою.
У квітні 1914 — серпні 1916 року — юнга, потім матрос у пароплавній компанії Зеберга.
У серпні 1916 — квітні 1917 року — матрос у Чорноморському флотському екіпажі в місті Севастополі.
Член РСДРП(б) з березня 1917 року.
У травні 1917 — січні 1918 року — рядовий 42-го полку 11-ї піхотної дивізії 3-го Кавказького корпусу.
З лютого 1918 роках — в Червоній армії, учасник Громадянської війни в Росії. 
З лютого до червня 1918 року — командир Латиського червоногвардійського загону в Петрограді.
З липня до вересня 1918 року — командир Петроградського латиського загону 3-ї армії Уральського фронту.
У жовтні 1918 — січні 1919 року — начальник військово-польового контролю Архангельської бойової дільниці 6-ї армії.
У січні — липні 1919 року — член Революційного трибуналу армії Радянської Латвії.
З серпня до вересня 1919 року — начальник загону особливого призначення Революційної військової ради 13-ї армії Південного фронту.
У жовтні 1919 — квітні 1920 року — заступник військового комісара 25-ї стрілецької дивізії Східного фронту.
У травні — серпні 1920 року — командир 2-го Доно-Кубанського кавалерійського полку, командир 25-ї кавалерійської бригади 25-ї стрілецької дивізії 12-ї армії Південно-Західного фронту.
У вересні — жовтні 1920 року — заступник військового комісара 44-ї стрілецької дивізії 12-ї армії Південно-Західного фронту.
У листопаді 1920 — квітні 1921 року — військовий комісар Особливої кавалерійської бригади 1-ї Кінної армії.
З травня до жовтня 1921 року — слухач Вищої кавалерійської школи в Петрограді. З листопада 1921 до травня 1922 року — слухач Військової академії в Москві.
У червні 1922 — липні 1923 року — командир 9-го кавалерійського полку 2-ї кавалерійської дивізії РСЧА в місті Шепетівці Волинської губернії.
У серпні 1923 — березні 1925 року — командир 1-го кавалерійського полку Окремої кавалерійської бригади РСЧА в місті Нікольську-Уссурійському Далеко-Східного краю.
У квітні 1925 — жовтні 1926 року — командир 2-го кавалерійського полку ОДПУ в місті Хабаровську Далеко-Східного краю.
У листопаді 1926 — жовтні 1927 року — слухач Курсів удосконалення вищого командного складу РСЧА в Москві.
У листопаді 1927 — червні 1930 року — начальник відділення бойової підготовки Управління прикордонної охорони та військ ОДПУ Закавказзя в місті Тифлісі Грузинської РСР.
У липні 1930 — березні 1932 року — слухач Військової академії РСЧА імені Фрунзе в Москві..
У квітні 1932 — червні 1933 року — помічник начальника Управління прикордонної охорони та військ ОДПУ Закавказзя в місті Тифлісі.
З липня 1933 року — начальник і військовий комісар Харківської 2-ї прикордонної школи НКВС СРСР імені Дзержинського.
До лютого 1938 року — начальник і військовий комісар Харківського військового училища прикордонних і внутрішніх військ НКВС СРСР.
18 лютого 1938 року заарештований органами НКВС. 20 жовтня 1938 року засуджений до розстрілу, розстріляний у Харкові. 
Посмертно реабілітований 21 вересня 1957 року.

## Звання
- комбриг (23.12.1935)

## Нагороди
- два ордени Червоного Прапора РРФСР (6.02.1922, 18.05.1922)
- знак «Почесний працівник ВНК—ДПУ V» (1930)

Указом Президії Верховної ради СРСР від 21 січня 1941 року позбавлений державних нагород. Указом Президії Верховної ради СРСР від 11 липня 1967 року відновлений у правах на нагороди.